# Хінд Аль-Еріані
Хінд Аль-Еріані (араб. هند الإرياني; нар. Джибла, Ємен) — єменська активістка та журналістка, яка виступає за права жінок, ЛГБТК+, зокрема гендерних меншин, і мир у Ємені, авторка низки статей на підтримку цих тем. Виступала проти кати, наркотичної рослини, яка викликає залежність.
Брала активну участь у багатьох кампаніях у боротьбі з різноманітними проблемами, зокрема допомогла звільнити бахаїв в Ємені. Мала суперечку з ґвалтівником восьмирічної дитини у Туреччині. Виступила проти репортера Рейтер і закликала до його звільнення.
2017 року отримала нагороду «Арабська жінка року» за досягнення в громадській обізнаності.
Її журналістська діяльність змусила залишити Туреччину та шукати притулок у Швеції. Зіткнулася з проблемами, пов'язаними з її статусом біженця в Швеції. Перебування у Швеції викликало критику і поставило під загрозу її здоров'я та дочки. Зіткнулася з критикою через захист ЛГБТ-спільноти в арабському світі.
Навчалася в Ємені та Лівані, здобула освіту у галузі інформатики в Університеті Сани та ступінь магістра ділового адміністрування в Американському університеті науки і технологій. Член Єменської жіночої угоди ООН за мир і безпеку.

## Молодість й освіта
Народилася в Джиблі, єдиному місті у Ємені, яке очолювала жінка. Цей унікальний факт надихнув Хінд на думки про фемінізм і розширення прав і можливостей жінок. Навчалася спочатку в Ємені, а потім у Лівані, де її батько був дипломатом в єменському посольстві в Бейруті. У Ємені здобула спеціальність «Комп'ютерні науки» в Університеті Сани, а потім продовжила освіту, здобувши ступінь магістра з ділового адміністрування в Американському університеті науки і технологій.
У 20 років вийшла заміж, але 2005 року пара розлучилася через жорстоке поводження чоловіка. Після смерті батька Хінд переїхала до Туреччини, а її сестра та мати переїхали до Швеції. Вибрала Туреччині, оскільки могла брати участь у кампаніях, однак згодом зіткнулася з проблемами, які змусили її переїхати до Швеції з дочкою.

## Кампанії та досягнення

### Мир в Ємені
2016 року виступала за мир у Ємені, очолюючи кампанію з цього питання. Попри те, що кампанія привернула увагу єменців у всьому світі, політики не сприяли такій же підтримці. Тому кувейтські переговори провалилися.

### Звільнення шести осіб
2020 року сприяла звільненню шести осіб, яких утримували повстанці-хусити в Ємені. Для цього працювала зі спеціальним посланником ООН Мартіном Гріффітсом і лідерами хуситів.

### Ганьба Рейтер
Очолила кампанію «Ганьба Рейтер» з метою більш об'єктивного висвітлення новин. Закликала звільнити репортера Мохаммеда Саддама через його зв'язок з урядом. Ініціювала кампанію після того, як виявила, що журналіст був особистим репортером і перекладачем колишнього президента Алі Абдалли Салеха. Активістка намагалася не розкривати свою особу в інтерв'ю та трималася в тіні під час кампанії через співпрацю з ООН та зобов'язання зберігати нейтральну політичну позицію.

### Проти кати
Ката — наркотична рослина, яка популярна в Ємені. Наркотик негативно впливає на економіку, воду та сільське господарство. Аль-Еріані започаткувала кампанію боротьби зі вживанням рослини, яка охопила велику авдиторію. Змусила парламент Ємену вжити необхідних заходів і підштовхнула прийняти запропоновану нею стратегію. Попри відхилення стратегії парламентом, через залучення деяких політиків до інвестування в землі, на яких вирощувався кат, за допомогою національного діалогу її схвалили та включили до проєкту нової конституції 2015 року.

### Захист ЛГБТК в арабському світі
Писала статті про гомосексуалізм і захищала його. Одна з перших арабських активісток, яка заговорила про нього і змогла привернути увагу ООН до єменської ЛГБТ-спільноти. Вона розповідала про жорстоке поводження та несправедливість, з якими стикається спільнота, і про те, наскільки небезпечно бути гомосексуалістом не лише в Ємені, а й в арабських країнах загалом, захищаючи їхні права як людей та наголошуючи на тому факті, що бути частиною ЛГБТК спільноти — це не є порушенням. Вона закликає і наголошує на нормальності гомосексуалістів, яких в арабському світі зазвичай сприймають як інших.

### Досягнення
Її стаття «Чому чоловіки не закривають обличчя?» охопила широку авдиторію. Її переробили п'ятьма різними мовами та опублікували на багатьох онлайн-платформах.
2017 року отримала нагороду «Арабська жінка року» за досягнення в громадській обізнаності.

## Виклики та критика
Правозахисна діяльність сприймалася неоднозначно. Через погрози противників у Туреччині, вона залишила країну разом з донькою. Вони знайшли притулок у Швеції, де отримали посвідку на проживання. Погрози почалися, коли вона виступила проти впливового шейха за захист ґвалтівника дитини. Це спровокувало її рішення переїхати з Туреччини заради своєї безпеки та безпеки її дочки, оскільки загрози почастішали. У Швеції зіткнулася з труднощами, оскільки там також почувалася небезпечно. У неї та її дочки виникли проблеми з отриманням притулку.
Також зіткнулася з критикою за захист ЛГБТ-спільноти та їхніх прав в арабських країнах, особливо після публікації її статті про гомосексуалізм «Чим лякають гомосексуалісти».